# Кнуд Великий
Кнуд Великий (Кнуд Могучий, также Кнут; др.-сканд. Knūtr inn rīki, др.-англ. Cnūt se Micela; 994/995—1035) — Король Англии с 1016 года, Король Дании с 1018 года, Король Норвегии с 1028 года, владетель Шлезвига и Померании из династии Кнутлингов, Сын датского короля Свена Вилобородого и Гунхильды. Он создал могущественное государство, включавшего в себя Англию, Данию, Норвегию и часть Швеции, которое иногда называют «Империей Северного моря», распавшееся после его смерти.

### Завоевание Англии Свеном

Военные кампании Свейна в Англии в 1013 году

### Завоевание Англии Кнудом

Походы Кнуда в Англии в 1016—1016 годах

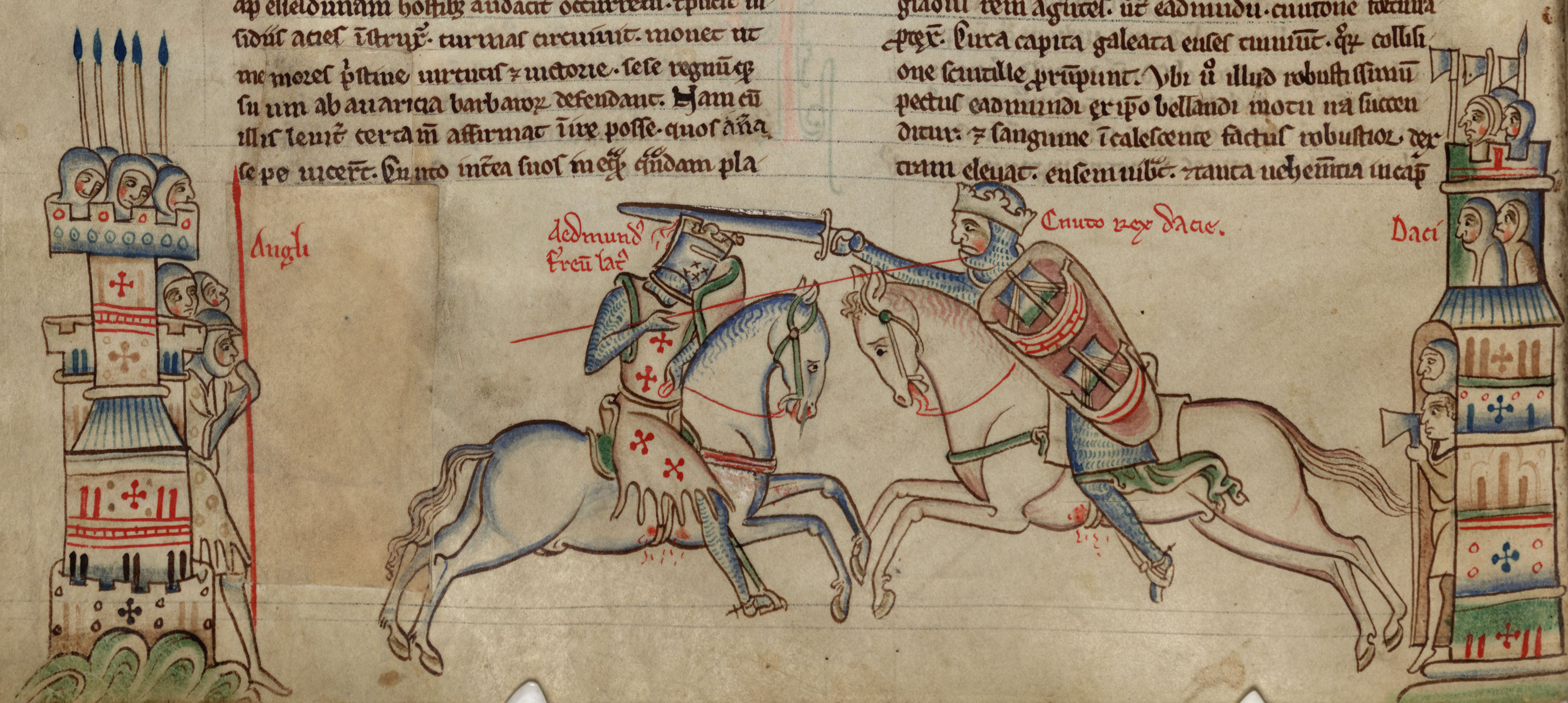
Сражение между Эдмундом Железнобоким и Кнудом Великим. Миниатюра из хроники Матвея Парижского, XIII век

### Единовластное правление

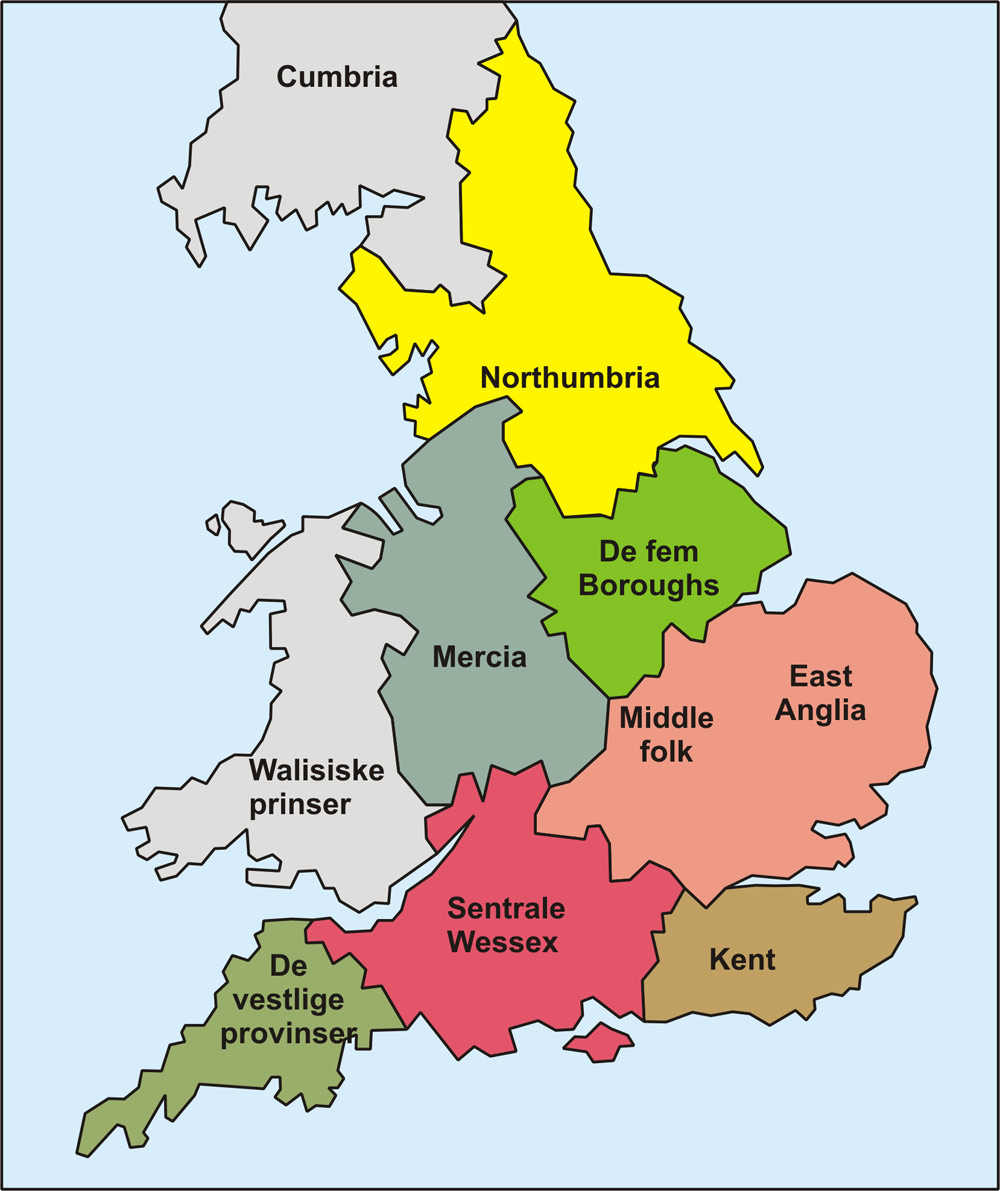
Англия при Кнуде